# Tomorrow (musikalbum av Tomorrow)
Tomorrow är det enda studioalbumet av den engelska gruppen Tomorrow, släppt 1968.

## Låtlista
Sida ett
1. "My White Bicycle"* (Keith Hopkins, Ken Burgess) – 3:17
2. "Colonel Brown"* (Hopkins, Burgess) – 2:51
3. "Real Life Permanent Dream" (Hopkins) – 3:15
4. "Shy Boy"* (Hopkins, Burgess) – 2:26
5. "Revolution"* (Hopkins, Steve Howe) – 3:48

Sida två
1. "The Incredible Journey of Timothy Chase" (Hopkins) – 3:17
2. "Auntie Mary's Dress Shop"* (Hopkins, Burgess) – 2:44
3. "Strawberry Fields Forever" (John Lennon, Paul McCartney) – 3:58
4. "Three Jolly Little Dwarfs"* (Hopkins, Burgess) – 2:26
5. "Now Your Time Has Come" (Hopkins) – 4:51
6. "Hallucinations"* (Hopkins, Burgess) – 2:37

## Medverkande
- Keith West – sång
- Steve Howe – gitarr
- John "Junior" Wood – bas
- John "Twink" Alder – trummor
- Mark P. Wirtz – keyboard